# أوبن ميديا فولت
أوبن ميديا فولت (بالإنجليزية: OpenMediaVault) هي إحدى توزيعات لينكس (توزيعة جنو/لينكس) مصممة لتخزين ملحق بشبكة (NAS). كما أن المطور الرئيسي للمشروع هو فولكر ثايل الذي تعتمد على نظام التشغيل دبيان، صدرت لأول مرة في 2009.